# Ренди-Вагнер, Памела
Памела Ренди-Вагнер (нем. Pamela Rendi-Wagner, род. 7 мая 1971[…], Вена) — австрийский политик, врач и педагог, в 2017 году министр здравоохранения, с 2018 по 2023 год председатель Социал-демократической партии Австрии (СДП).

## Биография
В 1996 году окончила медицинский факультет Венского университета. Затем она училась в Лондоне в Лондонской школе гигиены и тропической медицины и в Королевском колледже врачей. Она специализировалась на тропической медицине и гигиене. В 2008 году Памела прошла хабилитацию в этой области в Венском медицинском университете по теме «Профилактика прививками».
В 1998 году стала научным сотрудником Венского медицинского университета. Она также практиковала в Госпитале кайзера Франца-Иосифа. В 2008–2011 годах читала лекции в Тель-Авивском университете. С 2011 по 2017 год она возглавляла Департамент общественного здравоохранения и медицины Федерального министерства здравоохранения и возглавляла BASG (Федеральное управление по безопасности в здравоохранении).
8 марта 2017 года назначена министром здравоохранения и по делам женщин в правительстве Кристиана Керна. В том же месяце она вступила в Социал-демократическую партию Австрии (в Социал-демократической академической ассоциации она состояла с 2012 года).
На выборах 2017 года была избрана в Национальный совет Австрии 26-го созыва от социал-демократов. 18 декабря 2017 года она оставила свой государственный пост. В сентябре 2018 года она была назначена новым председателем Социал-демократической партии Австрии, а в ноябре 2018 года официально избрана на эту должность. В 2019 году она сохранила свой мандат депутата нижней палаты австрийского парламента.
В феврале 2020 года SPÖ объявила об опросе членов партии, чтобы оценить их доверие к Ренди-Вагнер и их мнение по ключевым вопросам социал-демократии. Опрос был завершён 2 апреля, хотя рассмотрение результатов было приостановлено из-за пандемии COVID-19. Результаты были объявлены 6 мая: при 41,3% проголосовавших Ренди-Вагнер получила одобрение 71,4% и, следовательно, было объявлено, что она останется лидером партии. Она представила концепцию платформы под названием «Новая солидарность для Австрии», которая направлена на укрепление государства всеобщего благосостояния с упором на здравоохранение, а также на инвестиции в занятость и налоговую справедливость.
В 2023 году она заняла третье место в голосовании за председателя партии среди членов SPÖ. В июне 2023 года её заменил Ханс Петер Доскозил.

## Личная жизнь

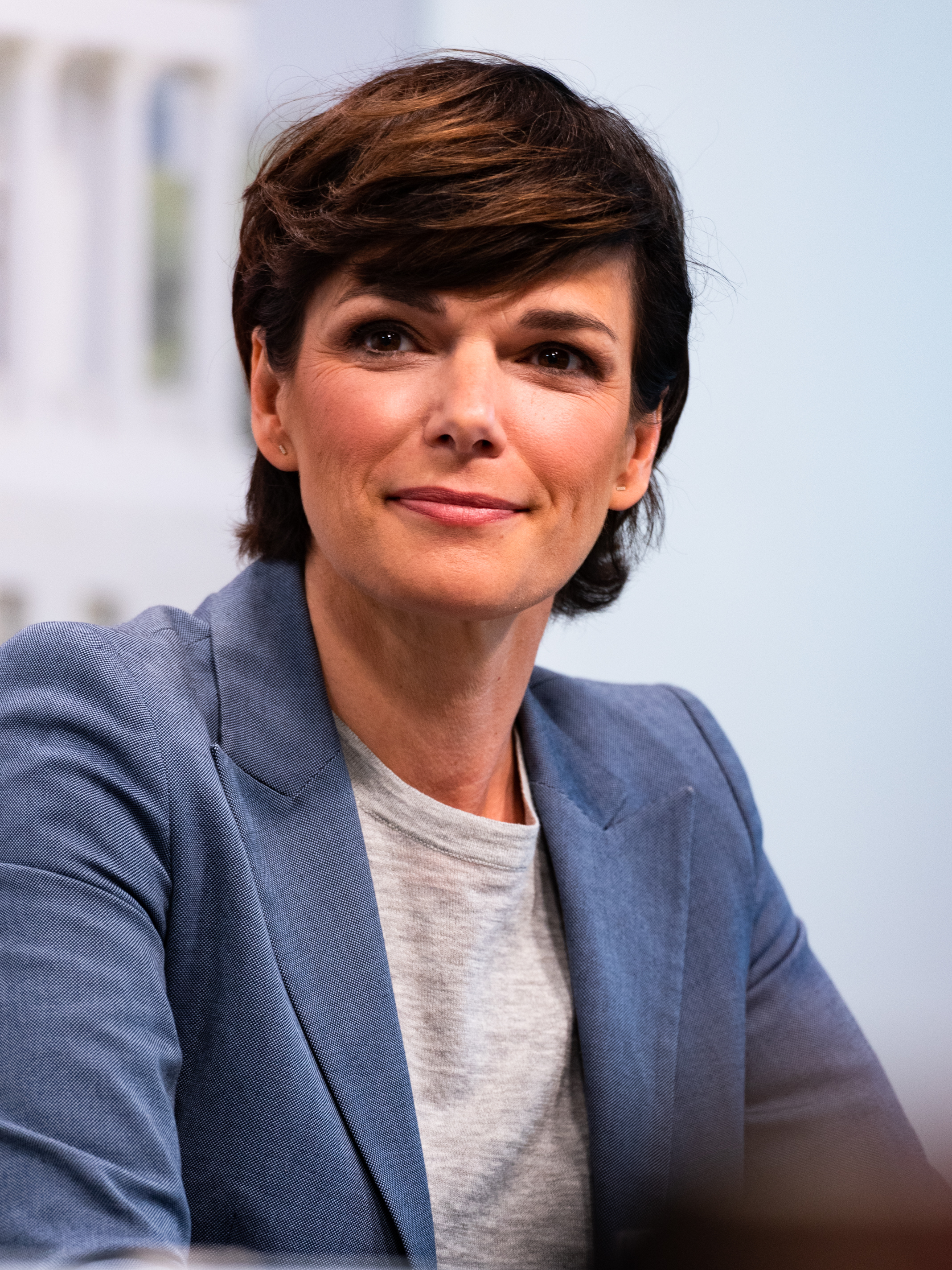
Памела Ренди-Вагнер в апреле 2020 года

Мать Ренди-Вагнер была воспитательницей в детском саду, отец — профессором социальной психологии и приглашенным профессором Тартуского университета. Хотя дочь мать воспитывала в одиночку, политически ангажированный отец познакомил её с политическими и феминистскими идеями. У неё есть два сводных брата. Памела Ренди-Вагнер замужем за Михаэлем Ренди, бывшим послом Австрии в Израиле и главой кабинета бывшего министра канцелярии Томаса Дрозда (SPÖ), и имеет от него двух дочерей.